# Литл Шут (Висконсин)
Литл Шут (енгл. Little Chute) град је у америчкој савезној држави Висконсин.

## Демографија
По попису из 2010. године број становника је 10.449, што је 27 (-0,3%) становника мање него 2000. године.
| Група             | 2000.          | 2010.         |
| Белци             | 10.098 (96,4%) | 9.785 (93,6%) |
| Афроамериканци    | 10 (0,1%)      | 78 (0,7%)     |
| Азијати           | 81 (0,8%)      | 89 (0,9%)     |
| Хиспаноамериканци | 175 (1,7%)     | 327 (3,1%)    |
| Укупно            | 10.476         | 10.449        |